# Sarlande
Sarlande é uma comuna francesa na região administrativa da Nova Aquitânia, no departamento Dordonha. Estende-se por uma área de 36 km². Em 2010 a comuna tinha 435 habitantes (densidade: 12,1 hab./km²).